# Municipio de Santa Cruz Xoxocotlán
El municipio de Santa Cruz Xoxocotlán es uno de los 570 municipios en que se encuentra dividido el estado mexicano de Oaxaca. Situado en el centro del estado, forma parte de la Zona metropolitana de Oaxaca. Su cabecera es la ciudad de Santa Cruz Xoxocotlán.

## Geografía
El municipio de Santa Cruz Xoxocotlán se localiza en la zona central en el estado de Oaxaca. La distancia que tiene a la capital del estado es de 5 kilómetros. Pertenece a la región valles Centrales y al distrito Centro. Se sitúa en las coordenadas geográficas extremas de 16°57′ - 17°4′ de latitud norte y 96°42′ - 96°49′ de longitud oeste. La extensión territorial total que constituye al municipio de Santa Cruz Xoxocotlán es de 44 006 kilómetros cuadrados. En cuanto a su altitud, ésta es variable debido a las diferentes elevaciones que hay en su territorio pero en datos generales oscila entre un máximo de 2 000 y un mínimo de 1 500 metros sobre el nivel del mar.
El municipio limita al norte con el municipio de San Pedro Ixtlahuaca y el municipio de Santa María Atzompa y al noreste con el municipio de Oaxaca de Juárez; al este limita con el municipio de San Antonio de la Cal, el municipio de San Agustín de las Juntas y el municipio de Ánimas Trujano, al sureste con el municipio de Santa María Coyotepec y al sur con el municipio de Villa de Zaachila. Finalmente, al suroeste limita con el municipio de San Raymundo Jalpan y con el municipio de Cuilápam de Guerrero.

### Orografía e hidrografía
En la parte oeste de la población hay una pequeña cordillera que se denomina: “Monte Albán” que quiere decir Monte Blanco, según vocablo Italiano. Considerado como un lugar de importancia histórica por las tumbas y montículos que contiene esa zona. Cuenta con el cerro de Monte Albán y su continuación hacia el oriente llamado cerro del Chapulín.El municipio es regado por el río Atoyac y río del Nazareno.

### Clima y ecosistemas
Su clima es templado con pocas variantes durante todo el año, similar al clima de Oaxaca.
El tipo de suelo localizado en el municipio es el vertisol pélico. Es un suelo muy arcilloso, de color negro o gris. Su uso agrícola es muy extenso, variado y altamente productivo, aunque su manejo es en ocasiones problemático, debido a su dureza y consistencia.

## Demografía
La población total del municipio de Santa Cruz Xoxocotlán de acuerdo con el Censo de Población y Vivienda realizado en 2010 por el Instituto Nacional de Estadística y Geografía, es de 77 833 habitantes, de los que 36 822 son hombres y 41 011 son mujeres.
La densidad de población asciende a un total de 1768.69 personas por kilómetro cuadrado.

### Localidades
El municipio se encuentra formado por 6 localidades, las principales y su población de acuerdo al censo de 2020 son:
| Localidad                 | Población (2010) |
| ------------------------- | ---------------- |
| Santa Cruz Xoxocotlán     | 81 848           |
| San Juan Bautista la Raya | 2 664            |
| San Isidro Monjas         | 2 056            |
| San Francisco Javier      | 1 660            |
| Arrazola                  | 1 622            |
| Total municipio           | 10 0402          |

## Política
El gobierno del municipio de Santa Cruz Xoxocotlán es electo mediante el principio de partidos políticos, con en la gran mayoría de los municipios de México. El gobierno le corresponde al ayuntamiento, conformado por el presidente municipal, dos síndicos y el cabildo integrado por diez regidores. Todos son electos mediante voto universal, directo y secreto para un periodo de tres años que pueden ser renovables para un periodo adicional inmediato.

### Presidentes municipales
- (2008 - 2010): Argeo Aquino Santiago
- (2011 - 2013): José Julio Antonio Aquino
- (2014 - 2016): Héctor Santiago Aragón
- (2017 - 2018): Alejandro López Jarquín
- (2019 - 2021) Alejandro López Jarquín
- (2022 - 2024): Inocente Castellanos Alejos

### Representación legislativa
Para la elección de diputados locales al Congreso de Oaxaca y de diputados federales a la Cámara de Diputados federal, el municipio de Santa Cruz Xoxocotlán se encuentra integrado en los siguientes distritos electorales:
Local:
- Distrito electoral local de 15 de Oaxaca con cabecera en Santa Cruz Xoxocotlán.[4]

Federal:
- Distrito electoral federal 3 de Oaxaca con cabecera en Heroica Ciudad de Huajuapan de León.[5]